# ツカメ 〜It's Coming〜
「ツカメ 〜It's Coming〜」（つかめ）は、PRODUCE 101 JAPANの楽曲である。2019年9月3日に配信。

## 解説
吉本興業、CJ ENM企画、2019年9月に日本で放送された公開オーディション番組『PRODUCE 101 JAPAN』のテーマ曲である。
曲調はEDMの代表格「Big Room House（英語: Big Room House） 」系のサウンドをベースにダイナミックなパーカッションと強いシンスリーフが特徴。公開日にあたる2019年9月3日のYAHOO！JAPANリアルタイム検索で、楽曲タイトルの「ツカメ」が終日上位にランクインし、Twitterトレンドでも、「PRODUCE 101 JAPAN」関連が1位を獲得し、パフォーマンス動画がYouTubeの急上昇1位となった。
センターは番組の練習生である川尻蓮が務めた。
配信当日にあたる2019年9月3日にMVが公式YouTubeチャンネルにて公開された。

## 収録曲
| #  | タイトル                   | 作詞     | 作曲                                                              | 時間 |
| -- | -------------------------- | -------- | ----------------------------------------------------------------- | ---- |
| 1. | 「ツカメ 〜It's Coming〜」 | 中村彼方 | Ryan S. Jhun, Andrew Choi Eunsol(1008), DAWN, BiNTAGE,Seo Yi Sung | 3:55 |

作曲チームの一人、Ryan S.Jhun（ライアン・ジュン）はI.O.Iの「Crush」「Whatta Man (Good Man)」、PRODUCE 101（シーズン２）のタイトル曲「ナヤナ(PICK ME)」の作曲を手掛けている。
また、同じ作曲チームのAndrew Choi（アンドリュー・チェ）はNCT Uのシングル「Timeless」の作曲者である。

## 参加メンバー
PRODUCE 101 JAPANの練習生による。詳細はPRODUCE 101 JAPAN#参加メンバーのその後の項を参照。